# Финал Кубка Стэнли 2014
Финал Кубка Стэнли 2014 — решающая серия розыгрыша плей-офф Кубка Стэнли в сезоне Национальной хоккейной лиги 2013/2014 годов. В финале принимали участие чемпионы Восточной конференции Нью-Йорк Рейнджерс и Западной Лос-Анджелес Кингз. Для «Нью-Йорка» это одиннадцатый финал в истории. На своём счету «Рейнджерс» имеют четыре Кубка Стэнли, последний из которых был выигран в 1994 году. «Лос-Анджелес» участвовали в финальной серии в третий раз и уже имеют одну победу в Кубке Стэнли, которую они одержали в 2012 году.
Серия стартовала 4 июня матчем на площадке «Кингз». Третий год подряд первые два матча финальной серии закончились в овертайме.
Лос-Анджелес Кингз выиграл серию со счём 4—1 и завоевал свой второй Кубок Стэнли в истории. Конн Смайт Трофи получил нападающий «королей» Джастин Уильямс.

## Путь к финалу
| Западная конференция |          |                 |            |                                            |
| Стадия               | Соперник | Соперник        | Общий счёт | Результаты игр                             |
| 1-й раунд            | Т2       | Сан-Хосе Шаркс  | 4 : 3      | 3:6, 2:7, 3:4(ОТ), 6:3, 3:0, 4:1, 5:1      |
| 2-й раунд            | Т1       | Анахайм Дакс    | 4 : 3      | 3:2(ОТ), 3:1, 2:3, 0:2, 3:4, 2:1, 6:2      |
| финал конференции    | Ц3       | Чикаго Блэкхокс | 4 : 3      | 1:3, 6:2, 4:3, 5:2, 4:5(2ОТ), 3:4, 5:4(ОТ) |

| Восточная конференция |          |                     |            |                                       |
| Стадия                | Соперник | Соперник            | Общий счёт | Результаты игр                        |
| 1-й раунд             | С3       | Филадельфия Флайерз | 4 : 3      | 4:1, 2:4, 4:1, 1:2, 4:2, 2:5, 2:1     |
| 2-й раунд             | С1       | Питтсбург Пингвинз  | 4 : 3      | 3:2(ОТ), 0:3, 0:2, 2:4, 5:1, 3:1, 2:1 |
| финал конференции     | А3       | Монреаль Канадиенс  | 4 : 2      | 7:2, 3:1, 2:3(ОТ), 3:2(ОТ), 4:7, 1:0  |

### Регулярный чемпионат
| 07.10.2013         | \| Лос-Анджелес Кингз \| 1:3 (0:1, 1:1, 0:1) протокол \| Нью-Йорк Рейнджерс \| \| Дж. Маззин — 32:11 \| Голы \| 13:32 — Б. Ричардс 30:46 — Б. Ричардс 44:39 — Р. Макдона \| | Стэйплс-центр                                            |
| Лос-Анджелес Кингз | 1:3 (0:1, 1:1, 0:1) протокол | Нью-Йорк Рейнджерс                                       |
| Дж. Маззин — 32:11 | Голы | 13:32 — Б. Ричардс 30:46 — Б. Ричардс 44:39 — Р. Макдона |

| 17.11.2013         | \| Нью-Йорк Рейнджерс \| 0:1 (0:0, 0:1, 0:0) протокол \| Лос-Анджелес Кингз \| \| \| Голы \| 21:23 — Т. Тоффоли \| | Мэдисон-сквер-гарден |
| Нью-Йорк Рейнджерс | 0:1 (0:0, 0:1, 0:0) протокол                                                                                       | Лос-Анджелес Кингз   |
|                    | Голы | 21:23 — Т. Тоффоли   |

### Лос-Анджелес Кингз
По итогам регулярного чемпионата «короли» набрали 100 очков и заняли третье место в Тихоокеанском дивизионе.
В первом раунде «Лос-Анджелес» в семи матчах был сильнее Сан-Хосе Шаркс, проигрывая по ходу серии 0—3. Лос-Анджелес Кингз является четвёртой командой в истории НХЛ (Торонто Мейпл Лифс 1942, Нью-Йорк Айлендерс 1975 и Филадельфия Флайерз 2010), которой удалось выиграть серию уступая в ней со счётом 0—3. Во втором раунде также в семи матчах был обыгран Анахайм Дакс, а в финале Западной конференции снова в семи матчах «короли» оказались сильнее действующего чемпиона Чикаго Блэкхокс.
Для Лос-Анджелес Кингз это третий финал, последний из которых оказался победным. В финале Кубка Стэнли 2012 года в шести матчах был обыгран Нью-Джерси Девилз.
Лос-Анджелес Кингз первая в истории НХЛ команда, которая дошла до финала, выиграв предыдущие три серии в семи матчах.

### Нью-Йорк Рейнджерс
Перед сезоном 2013/2014 «рейнджеры» подписали контракт с новым главным тренером Аленом Виньо, который до этого был уволен из Ванкувер Кэнакс. В свою очередь уволенный из «Нью-Йорка» Джон Торторелла возглавил «Кэнакс».
В связи с изменением структуры НХЛ, Нью-Йорк Рейнджерс был определён во вновь созданный Столичный дивизион со следующими клубами: Каролина Харрикейнз, Коламбус Блю Джекетс, Нью-Джерси Девилз, Нью-Йорк Айлендерс, Филадельфия Флайерз, Питтсбург Пингвинз, Вашингтон Кэпиталз.
По итогам регулярного чемпионата «Рейнджерс» набрал 96 очков, заняв второе место в своём дивизионе.
В первом раунде «Рейнджерс» встречался с Филадельфией Флайерз, которую «Нью-Йорк» обыграл в семи матчах. Во втором раунде соперником «рейнджеров» была другая команда из Пенсильвании Питтсбург Пингвинз, которая также была обыграна в семи матчах, причём по ходу серии хоккеисты из Нью-Йорка проигрывали со счётом 1—3. В финале Восточной конференции Нью-Йорк Рейнджерс в шести матчах одолел единственного представителя Канады в нынешнем розыгрыше Кубка Стэнли Монреаль Канадиенс.
Для Нью-Йорк Рейнджерс это одиннадцатый финал в истории клуба, последний из которых закончился их итоговой победой в семи матчах над «Ванкувером» в 1994 году.
По ходу регулярного чемпионата капитан «рейнджеров» Райан Кэллахан был обменян в Тампу Бэй Лайтнинг на Мартина Сан-Луи и это первый с 1973 года случай когда один из финалистов не имеет постоянного капитана.

## Арены
| Лос-Анджелес        | Мэдисон-сквер-гарден Стэйплс-центрАрены финала Кубка Стэнли 2014 | Нью-Йорк             |
| Стэйплс-центр       | Мэдисон-сквер-гарден Стэйплс-центрАрены финала Кубка Стэнли 2014 | Мэдисон-сквер-гарден |
| Вместимость: 18 118 | Мэдисон-сквер-гарден Стэйплс-центрАрены финала Кубка Стэнли 2014 | Вместимость: 18 006  |
|                     | Мэдисон-сквер-гарден Стэйплс-центрАрены финала Кубка Стэнли 2014 |                      |

## Лос-Анджелес Кингз — Нью-Йорк Рейнджерс
Североамериканское восточное время (UTC-4).

### Игра № 1
| 4 июня 2014 20:00 | Лос-Анджелес Кингз | 3:2 (ОТ) (1:2, 1:0, 0:0, 1:0) | Нью-Йорк Рейнджерс | Стэйплс-центр, Лос-Анджелес Зрителей: 18 399 |

| Отчёт | Отчёт               | Отчёт                                                                 | Отчёт            | Отчёт                          |
| --- | ------------------- | --------------------------------------------------------------------- | ---------------- | ------------------------------ |
| |                     |                                                                       |                  |                                |
| | Джонатан Куик       | Вратари                                                               | Хенрик Лундквист | Судьи: Стив Козари Брэд Уотсон |
| | Голы:               |                                                                       |                  | Судьи: Стив Козари Брэд Уотсон |
| Кайл Клиффорд — 17:33 (Дж. Картер) Дрю Даути — 26:36 (Дж. Уильямс, К. Клиффорд) Джастин Уильямс — 64:36 (М. Ричардс) | 0:1 0:2 1:2 2:2 3:2 | 13:21 — Бенуа Пульо 15:03 — Карл Хагелин (мен.) (Б. Бойл, Р. Макдона) |                  | Судьи: Стив Козари Брэд Уотсон |
| |                     |                                                                       |                  | Судьи: Стив Козари Брэд Уотсон |
| |                     |                                                                       |                  | Судьи: Стив Козари Брэд Уотсон |
| |                     |                                                                       |                  | Судьи: Стив Козари Брэд Уотсон |
| 8 мин | Штраф               | 10 мин                                                                |                  | Судьи: Стив Козари Брэд Уотсон |
| |                     |                                                                       |                  |                                |
| | 43                  | Броски                                                                | 27               |                                |

Перед стартом первого матча, символическое вбрасывание произвёл Уэйн Грецки, который играл как за Лос-Анджелес Кингз, так и за Нью-Йорк Рейнджерс. Счёт в матче был открыт в первом периоде, когда Бенуа Пульо воспользовавшись ошибкой защитников «Кингз», смог убежать 1 на 1 с вратарём и забить гол. Через полторы минуты, Карл Хагелин убежав от защитника «королей» Вячеслава Войнова, бросил по воротам Джонатана Куика, однако вратарь смог отбить шайбу которая попав в конёк Войнова залетела в ворота — 0:2. В концовке первого периода «Лос-Анджелес» отквитал одну шайбу усилиями Кайла Клиффорда. На 27-й минуте матча Дрю Даути, получив шайбу от Джастина Уильямса, технично обыграв соперников, сравнял счёт в матче. В третьем периоде голов забито не было, несмотря на то что «Лос-Анджелес» нанёс по воротам соперника двадцать бросков против трёх «Нью-Йорка». В овертайме Майк Ричардс, после грубой ошибки защитника «Рейнджерс» Даниэля Жирарди, получает шайбу и отдаёт её Джастину Уильямсу, который забивает победный гол и приносит победу «Лос-Анджелесу» в первом матче.
Счёт в серии: 1—0 в пользу «Лос-Анджелеса»

### Игра № 2
| 7 июня 2014 19:00 | Лос-Анджелес Кингз | 5:4 (2ОТ) (0:2, 2:2, 2:0, 0:0, 1:0) | Нью-Йорк Рейнджерс | Стэйплс-центр, Лос-Анджелес Зрителей: 18 532 |

| Отчёт | Отчёт                               | Отчёт | Отчёт            | Отчёт                             |
| --- | ----------------------------------- | --- | ---------------- | --------------------------------- |
| |                                     | |                  |                                   |
| | Джонатан Куик                       | Вратари | Хенрик Лундквист | Судьи: Уэс Макколи Дэн О'Хэллоран |
| | Голы:                               | |                  | Судьи: Уэс Макколи Дэн О'Хэллоран |
| Джаррет Столл — 21:46 (Дж. Уильямс, Д. Кинг) Уилли Митчелл (бол.) — 34:39 (В. Войнов, Дж. Уильямс) Дуайт Кинг — 41:58 (М. Грин, Дж. Уильямс) Мариан Габорик — 47:36 Дастин Браун — 90:26 (У. Митчелл, А. Копитар) | 0:1 0:2 1:2 1:3 2:3 2:4 3:4 4:4 5:4 | 10:48 — Райан Макдона (Дм. Мур) 18:46 — Матс Цуккарелло (Р. Макдона, Д. Брассар) 31:24 — Мартин Сан-Луи (бол.) (Д. Степан, К. Крайдер) 34:50 — Дерик Брассар (М. Цуккарелло) |                  | Судьи: Уэс Макколи Дэн О'Хэллоран |
| |                                     | |                  | Судьи: Уэс Макколи Дэн О'Хэллоран |
| |                                     | |                  | Судьи: Уэс Макколи Дэн О'Хэллоран |
| |                                     | |                  | Судьи: Уэс Макколи Дэн О'Хэллоран |
| 10 мин | Штраф                               | 8 мин |                  | Судьи: Уэс Макколи Дэн О'Хэллоран |
| |                                     | |                  |                                   |
| | 44                                  | Броски | 38               |                                   |

В первом периоде гостям удалось забить две безответные шайбы. Сначала дальним броском шайбу в ворота Джонатана Куика послал Райан Макдона, а в концовке периода отличился Матс Цуккарелло. На 2-й минуте второго периода хозяева отыграли одну шайбу усилиями Джаррета Столла. В середине второй двадцатиминутки Мартин Сан-Луи забивает третью шайбу «рейнджеров» в матче. Через три минуты «Кингз» сокращают счёт в матче благодаря голу Уилли Митчелла в большинстве, однако в следующей же атаке «Рейнджерс» восстанавливают перевес в две шайбы. На перерыв команды ушли со счётом 4:2 в пользу Нью-Йорк Рейнджерс. В третьем периоде «короли» смогли сравнять счёт благодаря голам Кинга и Габорика. Основное время матча закончилось со счётом 4:4. В середине второго овертайма, после броска Уилли Митчелла от синей линии, шайбу в ворота Лундквиста подправил капитан «Лос-Анджелеса» Дастин Браун и тем самым принёс победу в матче своей команде.
Счёт в серии: 2—0 в пользу «Лос-Анджелеса»

### Игра № 3
| 9 июня 2014 20:00 | Нью-Йорк Рейнджерс | 0:3 (0:1, 0:2, 0:0) | Лос-Анджелес Кингз | Мэдисон-сквер-гарден, Нью-Йорк Зрителей: 18 006 |

| Отчёт | Отчёт                         | Отчёт | Отчёт         | Отчёт                          |
| ----- | ----------------------------- | --- | ------------- | ------------------------------ |
|       |                               | |               |                                |
|       | Хенрик Лундквист (0:00—55:39) | Вратари | Джонатан Куик | Судьи: Брэд Уотсон Стив Козари |
|       | Голы:                         | |               | Судьи: Брэд Уотсон Стив Козари |
|       | 0:1 0:2 0:3                   | 19:59 — Джефф Картер (Дж. Уильямс, В. Войнов) 24:17 — Джейк Маззин (бол.) (А. Копитар, М. Габорик) 37:14 — Майк Ричардс (К. Клиффорд) |               | Судьи: Брэд Уотсон Стив Козари |
|       |                               | |               | Судьи: Брэд Уотсон Стив Козари |
|       |                               | |               | Судьи: Брэд Уотсон Стив Козари |
|       |                               | |               | Судьи: Брэд Уотсон Стив Козари |
| 8 мин | Штраф                         | 12 мин |               | Судьи: Брэд Уотсон Стив Козари |
|       |                               | |               |                                |
|       | 32                            | Броски | 15            |                                |

Победой «Лос-Анджелеса» закончился третий матч серии. За 0,7 секунды до окончания первого периода «гол в раздевалку» забросил нападающий «Кингз» Джефф Картер. Во втором периоде хоккеисты «Лос-Анджелеса» ещё дважды отличаются и устанавливают окончательный счёт в матче 0:3.
Счёт в серии: 3—0 в пользу «Лос-Анджелеса»

### Игра № 4
| 11 июня 2014 20:00 | Нью-Йорк Рейнджерс | 2:1 (1:0, 1:1, 0:0) | Лос-Анджелес Кингз | Мэдисон-сквер-гарден, Нью-Йорк Зрителей: 18 006 |

| Отчёт                                                                                    | Отчёт            | Отчёт                | Отчёт         | Отчёт                             |
| ---------------------------------------------------------------------------------------- | ---------------- | -------------------- | ------------- | --------------------------------- |
|                                                                                          |                  |                      |               |                                   |
|                                                                                          | Хенрик Лундквист | Вратари              | Джонатан Куик | Судьи: Уэс Макколи Дэн О'Хэллоран |
|                                                                                          | Голы:            |                      |               | Судьи: Уэс Макколи Дэн О'Хэллоран |
| Бенуа Пульо — 07:25 (Дж. Мур, Д. Брассар) Мартин Сан-Луи — 26:27 (К. Крайдер, Д. Степан) | 1:0 2:0 2:1      | 28:46 — Дастин Браун |               | Судьи: Уэс Макколи Дэн О'Хэллоран |
|                                                                                          |                  |                      |               | Судьи: Уэс Макколи Дэн О'Хэллоран |
|                                                                                          |                  |                      |               | Судьи: Уэс Макколи Дэн О'Хэллоран |
|                                                                                          |                  |                      |               | Судьи: Уэс Макколи Дэн О'Хэллоран |
| 6 мин                                                                                    | Штраф            | 8 мин                |               | Судьи: Уэс Макколи Дэн О'Хэллоран |
|                                                                                          |                  |                      |               |                                   |
|                                                                                          | 19               | Броски               | 41            |                                   |

В первом периоде был забит один гол. Нападающий «Рейнджерс» Бенуа Пульо переправил шайбу в ворота «Кингз» после дальнего броска Джона Мура. Во втором периоде «рейнжерам» удалось удвоить счёт благодаря голу Сан-Луи. Через две минуты защитник «Нью-Йорка» Дэн Жирарди теряет шайбу на синей линии в зоне соперника и ею завладевает капитан «королей» Дастин Браун. Убежав от защитников соперника Браун выходит 1 на 1 с вратарём и сокращает счёт до минимального. Однако больше ни одной из команд не удалось отличиться и до финального свистка счёт не изменился. Первая победа в серии Нью-Йорк Рейнджерс.
Счёт в серии: 3—1 в пользу «Лос-Анджелеса»

### Игра № 5
| 13 июня 2014 20:00 | Лос-Анджелес Кингз | 3:2 (2ОТ) (1:0, 0:2, 1:0, 0:0, 1:0) | Нью-Йорк Рейнджерс | Стэйплс-центр, Лос-Анджелес Зрителей: 18 713 |

| Отчёт | Отчёт              | Отчёт                                                                                        | Отчёт            | Отчёт                          |
| --- | ------------------ | -------------------------------------------------------------------------------------------- | ---------------- | ------------------------------ |
| |                    |                                                                                              |                  |                                |
| | Джонатан Куик      | Вратари                                                                                      | Хенрик Лундквист | Судьи: Стив Козари Брэд Уотсон |
| | Голы:              |                                                                                              |                  | Судьи: Стив Козари Брэд Уотсон |
| Джастин Уильямс — 06:04 (Д. Кинг, Дж. Столл) Мариан Габорик (бол.) — 47:56 (Д. Даути, Дж. Картер) Алек Мартинес — 94:43 (Т. Тоффоли, К. Клиффорд) | 1:0 1:1 1:2 :2 3:2 | 35:37 — Крис Крайдер (бол.) (Р. Макдона, Б. Ричардс) 39:30 — Брайан Бойл (мен.) (К. Хагелин) |                  | Судьи: Стив Козари Брэд Уотсон |
| |                    |                                                                                              |                  | Судьи: Стив Козари Брэд Уотсон |
| |                    |                                                                                              |                  | Судьи: Стив Козари Брэд Уотсон |
| |                    |                                                                                              |                  | Судьи: Стив Козари Брэд Уотсон |
| 10 мин | Штраф              | 8 мин                                                                                        |                  | Судьи: Стив Козари Брэд Уотсон |
| |                    |                                                                                              |                  |                                |
| | 51                 | Броски                                                                                       | 30               |                                |

Джастин Уильямс открыл счёт в первом периоде, добив шайбу в ворота «Рейнджерс». Во втором периоде ньюйоркцы забивают дважды и выходят вперёд в матче. Сначала большинство реализовал Крис Крайдер, а за 30 секунд до конца периода гол в меньшинстве забил Брайан Бойл. В первой половине третьего периода счёт сравнял Мариан Габорик реализовав численное преимущество и матч перешёл в дополнительное время. Развязка наступила в конце второго овертайма. Тайлер Тоффоли нанёс бросок со средней дистанции по воротам «рейнджеров», Хенрик Лундквист отбил шайбу перед собой, которую в пустой угол добил Алек Мартинес и принёс победу «королям» в матче, а с ней и в серии. «Лос-Анджелес Кингз» выигрывает свой второй Кубок Стэнли в истории и второй за три года. Самым ценным игроком был признан нападающий «Кингз» Джастин Уильямс, набравший в 26 играх плей-офф 25 (9+16) очков при показателе полезности +13, а в финальной серии забил 2 гола и отдал 5 результативных передач.
Итог серии: победа «Лос-Анджелеса» 4—1
| Обладатель Кубка Стэнли 2014    |
| ------------------------------- |
| Лос-Анджелес Кингз второй титул |

## Составы

### Лос-Анджелес Кингз
| Вратари    |               |                  |                  |
| Номер      | Страна        | Имя              | Дата рождения    |
| 31         | Флаг Канады   | Мартин Джонс     | 10 января, 1990  |
| 32         | Флаг США      | Джонатан Куик    | 21 января, 1986  |
| Защитники  |               |                  |                  |
| Номер      | Страна        | Имя              | Дата рождения    |
| 2          | Флаг США      | Мэтт Грин — А    | 13 мая, 1983     |
| 6          | Флаг Канады   | Джейк Маззин     | 21 февраля, 1989 |
| 8          | Флаг Канады   | Дрю Даути        | 8 декабря, 1989  |
| 26         | Флаг России   | Вячеслав Войнов  | 15 января, 1990  |
| 27         | Флаг США      | Алек Мартинес    | 26 июля, 1987    |
| 33         | Флаг Канады   | Уилли Митчелл    | 23 апреля, 1977  |
| Нападающие |               |                  |                  |
| Номер      | Страна        | Имя              | Дата рождения    |
| 10         | Флаг Канады   | Майк Ричардс     | 11 февраля, 1985 |
| 11         | Флаг Словении | Анже Копитар — А | 24 августа, 1987 |
| 12         | Флаг Словакии | Мариан Габорик   | 14 февраля, 1982 |
| 13         | Флаг Канады   | Кайл Клиффорд    | 13 января, 1991  |
| 14         | Флаг Канады   | Джастин Уильямс  | 4 октября, 1981  |
| 22         | Флаг США      | Тревор Льюис     | 8 января, 1987   |
| 23         | Флаг США      | Дастин Браун — К | 4 ноября, 1984   |
| 28         | Флаг Канады   | Джаррет Столл    | 24 июня, 1982    |
| 70         | Флаг Канады   | Таннер Пирсон    | 10 августа, 1992 |
| 73         | Флаг Канады   | Тайлер Тоффоли   | 24 апреля, 1992  |
| 74         | Флаг Канады   | Дуайт Кинг       | 5 июля, 1989     |
| 77         | Флаг Канады   | Джефф Картер     | 1 января, 1985   |

### Нью-Йорк Рейнджерс
| Вратари    |                |                     |                   |
| Номер      | Страна         | Имя                 | Дата рождения     |
| 29         | Флаг Канады    | Дэвид Леневью       | 23 мая, 1983      |
| 30         | Флаг Швеции    | Хенрик Лундквист    | 2 марта, 1982     |
| Защитники  |                |                     |                   |
| Номер      | Страна         | Имя                 | Дата рождения     |
| 4          | Флаг Швейцарии | Рафаэль Диас        | 9 января, 1986    |
| 5          | Флаг Канады    | Даниэль Жирарди — А | 29 апреля, 1984   |
| 6          | Флаг Швеции    | Антон Строльман     | 1 августа, 1986   |
| 8          | Флаг Канады    | Кевин Клейн         | 13 декабря, 1984  |
| 17         | Флаг Канады    | Джон Мур            | 19 ноября, 1990   |
| 18         | Флаг Канады    | Марк Стаал — А      | 13 января, 1987   |
| 27         | Флаг США       | Райан Макдона       | 13 июня, 1989     |
| Нападающие |                |                     |                   |
| Номер      | Страна         | Имя                 | Дата рождения     |
| 15         | Флаг Канады    | Дерек Дорсетт       | 20 декабря, 1986  |
| 16         | Флаг Канады    | Дерик Брассар       | 22 сентября, 1987 |
| 19         | Флаг Канады    | Брэд Ричардс — А    | 2 мая, 1980       |
| 20         | Флаг США       | Крис Крайдер        | 30 апреля, 1991   |
| 21         | Флаг США       | Дерек Степан        | 18 июня, 1990     |
| 22         | Флаг США       | Брайан Бойл         | 18 декабря, 1984  |
| 26         | Флаг Канады    | Мартин Сан-Луи      | 18 июня, 1975     |
| 28         | Флаг Канады    | Доминик Мур         | 3 августа, 1980   |
| 36         | Флаг Норвегии  | Матс Цуккарелло     | 1 сентября, 1987  |
| 61         | Флаг Канады    | Рик Нэш             | 16 июня, 1984     |
| 62         | Флаг Швеции    | Карл Хагелин        | 23 августа, 1988  |
| 67         | Флаг Канады    | Бенуа Пульо         | 29 сентября, 1986 |

## Обладатели Кубка Стэнли 2014
| Защитники - 2 Мэтт Грин (A) - 6 Джейк Маззин - 8 Дрю Даути - 26 Вячеслав Войнов - 27 Алек Мартинес - 33 Уилли Митчелл - 44 Робин Регир - 55 Джефф Шульц | Крайние нападающие - 12 Мариан, Габорик - 13 Кайл Клиффорд - 14 Джастин Уильямс - 23 Дастин Браун (К) - 70 Таннер Пирсон - 73 Тайлер Тоффоли - 74 Дуайт Кинг | Центральные нападающие - 10 Майк Ричардс - 11 Анже Копитар (A) - 22 Тревор Льюис - 28 Джаррет Столл - 71 Джордан Нолан - 77 Джефф Картер | Вратари - 31 Мартин Джонс - 32 Джонатан Куик | Тренеры - Дэррил Саттер - Джон Стивенс - Дэвис Пейн - Билл Рэнфорд | Генеральный менеджер - Дин Ломбарди |